# Санаторій імені Миколи Гоголя Південної залізниці
Санаторій імені Миколи Гоголя Південної залізниці — розташований у місті Миргород, надає спеціалізовану гастроентерологічну допомогу працівникам і ветеранам Південної залізниці.

## Історія
Працює з вересня 1981. До 2004 мав назву санаторій «Південний» Південної залізниці .
Розпорядженням Кабінету міністрів України від 13 липня 2004 р. N 489-р на пропозицію Мінтрансу, підтриману Миргородською міською радою, отримав теперішню назву — санаторій імені Миколи Гоголя Південної залізниці.
З нагоди 200-річчя з дня народження Миколи Гоголя 1 квітня 2009 в санаторії ім. М. Гоголя (м. Миргород) з ініціативи та підтримки Південної залізниці було відкрито бюст Миколи Гоголя. Витвір заслуженого скульптора України Миколи Цися стоїть на головній алеї санаторію, перед входом до головного корпусу.

## Характеристика
Розташований на території 23 га, має все необхідне для автономного існування.
В розпорядженні санаторію двомісні номери із усіма зручностями, номери «люкс» і «суперлюкс». Місткість — до 300 відпочиваючих: дорослих і дітей з батьками. Спальний корпус з'єднаний з лікувально-діагностичним корпусом і їдальнею (на 400 посадкових місць) підземними переходами.
В санаторії можливе поєднання лікувально-діагностичного процесу з туристичним варіантом обслуговування. Передбачений одно-двохденний сімейний відпочинок.
Санаторій має власний плавальний басейн 25×12 м (на 5 доріжок).

## Лікування
Курс лікування 12—24 дні, головний лікувальний фактор — миргородська слабомінералізована хлоридно-натрієва мінеральна вода. Санаторій добуває її з двох свердловин глибиною 716 метрів, розташованих на його території.
Мінеральну воду використовують для:
- внутрішнього застосування,
- інгаляцій,
- беззондового дренажу жовчних шляхів,
- кишкового зрошення.